# Volksbank Münsingen
Die Volksbank Münsingen eG ist eine deutsche Genossenschaftsbank mit Sitz in der baden-württembergischen Stadt Münsingen im Landkreis Reutlingen.

## Geschichte
Die Geschichte der heutigen Volksbank Münsingen eG ist geprägt von Fusionen mehrerer Bankinstitute. Diese Banken wurden ab dem Jahr 1865 nach den genossenschaftlichen Ideen von Friedrich Wilhelm Raiffeisen und Hermann Schulze-Delitzsch gegründet.

### Münsingen
Im Frühjahr 1865 gründeten Münsinger Bürger eine Volksbank. Im Jahr 1934 erfolgte die Eröffnung einer Filiale in Zwiefalten. 
Die Spar- und Darlehnskasse Trailfingen eGmbH mit dem Sitz in Trailfingen fusionierte im Jahr 1970 mit der Volksbank Münsingen eGmbH. Im Folgejahr fusionierte die Volksbank Münsingen eGmbH mit der Auinger Bank eGmbH mit dem Sitz in Auingen, der Spar- und Darlehnskasse Böttingen eGmbH mit dem Sitz in Böttingen, der Spar- und Darlehnskasse Buttenhausen eGmbH mit dem Sitz in Buttenhausen, der Spar- und Darlehnskasse Dottingen eGmbH mit dem Sitz in Dottingen und der Spar- und Darlehnskasse Hundersingen eGmbH mit dem Sitz in Hundersingen zur Volksbank Münsingen Raiffeisen- und Volksbank eGmbH. 
Im Jahr 1982 fusionierte die dann als Volksbank Münsingen -Raiffeisen- und Volksbank eG- firmierende heutige Volksbank Münsingen eG mit der Raiffeisenbank Rietheim eG mit dem Sitz in Rietheim.

### Zwiefalten
Die ehemaligen Spar- und Darlehenskassen Aichstetten, Baach, Mörsingen, Upflamör, Sonderbuch, Huldstetten-Geisingen und Gauingen wurden von 1890 bis 1912 gegründet und fusionierten in den Jahren 1969 bis 1981 zur Raiffeisenbank Zwiefalten eGmbH bzw. Raiffeisenbank Zwiefalten eG mit dem Sitz in Zwiefalten. 
Im Jahr 1969 fusionierten die Spar- und Darlehnskasse Baach eGmbH mit dem Sitz in Baach, die Spar- und Darlehnskasse Gauingen eGmbH mit dem Sitz in Gauingen, die Spar- und Darlehnskasse Mörsingen eGmbH mit dem Sitz in Mörsingen, die Spar- und Darlehnskasse Sonderbuch eGmbH mit dem Sitz in Sonderbuch und die Spar- und Darlehnskasse Upflamör eGmbH mit dem Sitz in Upflamör mit der Spar- und Darlehnskasse Zwiefalten eGmbH zur Raiffeisenbank Zwiefalten eGmbH. Die Spar- und Darlehnskasse Emeringen eGmbH mit dem Sitz in Emeringen fusionierte im Jahr 1973 mit der Raiffeisenbank Zwiefalten eGmbH, gefolgt im Jahr 1974 von der Spar- und Darlehnskasse Aichstetten eG mit dem Sitz in Aichstetten, die dann mit der Raiffeisenbank Zwiefalten eG fusionierte.
Die Raiffeisenbank Zwiefalten eG fusionierte im Jahr 1981 mit der Spar- und Darlehenskasse Huldstetten-Geisingen eG mit dem Sitz in Huldstetten. Die daraus neu entstandene Raiffeisenbank Zwiefalten eG fusionierte dann im Jahr 1992 mit der Volksbank Münsingen -Raiffeisen- und Volksbank eG-.

### Hayingen
Die ehemaligen Spar- und Darlehenskassen Hayingen und Ehestetten wurden ebenfalls von 1890 bis 1912 gegründet. 1972 erfolgte die Fusion der Spar- und Darlehnskasse Indelhausen-Anhausen eGmbH mit dem Sitz in Indelhausen mit der Raiffeisenbank Hayingen eGmbH mit dem Sitz in Hayingen. Die Raiffeisenbank Ehestetten-Maxfelden eG mit dem Sitz in Ehestetten fusionierte im Jahr 1981 mit der Raiffeisenbank Hayingen eG. 1994 kam es dann zur Fusion der Raiffeisenbank Hayingen eG mit der Volksbank Münsingen -Raiffeisen- und Volksbank eG-.

### Gomadingen
Im Jahr 1905 erfolgte die Gründung der Spar- und Darlehenskasse in Gomadingen und im Jahr 1910 die der Spar- und Darlehenskasse Dapfen. 1968 erfolgte die Fusion der Spar- und Darlehnskasse Dapfen eGmbH mit dem Sitz in Dapfen mit der Spar- und Darlehnskasse in Gomadingen eGmbH zur Raiffeisenbank Gomadingen eGmbH mit dem Sitz in Gomadingen und 1998 kam es zur Fusion der Raiffeisenbank Gomadingen eG mit der Volksbank Münsingen -Raiffeisen- und Volksbank eG-.

### Römerstein
Die ehemaligen Spar- und Darlehenskassen Böhringen, Donnstetten, Zainingen und Hengen wurden von 1890 bis 1906 gegründet. Im Jahr 1969 fusionierten die Raiffeisenkasse Hengen eGmbH mit dem Sitz in Hengen und die Genossenschaftsbank Böhringen eGmbH mit dem Sitz in Böhringen zur Raiffeisenbank Böhringen eGmbH. Anschließend erfolgte 1982 die Fusion der Raiffeisenbank Böhringen eG, der Raiffeisenbank Donnstetten eG mit dem Sitz in Donnstetten und der Raiffeisenbank Zainingen eG mit dem Sitz in Zainingen zur Raiffeisenbank Römerstein eG mit dem Sitz in Römerstein. Diese wiederum fusionierte per 1. Januar 2004 mit der damals noch als Volksbank Münsingen -Raiffeisen- und Volksbank eG- firmierenden Bank.

### Mehrstetten
Im Jahre 2021 wurde die Raiffeisenbank Mehrstetten eG mit dem Sitz in Mehrstetten auf die Volksbank Münsingen eG verschmolzen.

## Rechtsverhältnisse
Die Volksbank Münsingen eG ist im Genossenschaftsregister beim Amtsgericht Stuttgart unter GnR 370010 eingetragen.

## Organisationsstruktur
Rechtsgrundlagen sind das Genossenschaftsgesetz und die durch die Vertreterversammlung beschlossene Satzung. Organe der Bank sind der Vorstand, der Aufsichtsrat und die Vertreterversammlung.

## Sicherungseinrichtung
Die Volksbank Münsingen eG ist der amtlich anerkannten Sicherungseinrichtung des Bundesverbandes der Deutschen Volksbanken und Raiffeisenbanken GmbH und der zusätzlichen freiwilligen Sicherungseinrichtung des Bundesverbandes der Deutschen Volksbanken und Raiffeisenbanken e.V. angeschlossen.

## Geschäftsausrichtung
Die Volksbank Münsingen eG betreibt das Universalbankgeschäft. Neben den traditionellen Bankangeboten erfolgen auch elektronische Direktbankleistungen. Darüber hinaus ist sie unter anderem in den Geschäftsbereichen Immobilienvermittlung, Versicherungen und Bausparen tätig. Im Verbundgeschäft arbeitet sie mit der DZ Bank, R+V Versicherung, Bausparkasse Schwäbisch Hall, Teambank, VR Leasing, DZ Hyp und der Union Investment zusammen.

## Geschäftsgebiet
Das Geschäftsgebiet liegt im Osten und Süden des Landkreises Reutlingen und erstreckt sich im Norden von Bad Urach über Römerstein, Münsingen, Gomadingen und Hayingen bis nach Zwiefalten im Süden.
An diesen Orten betreibt die Bank Filialen:
- Münsingen (Hauptstelle, jur. Sitz)
- Zwiefalten (Geschäftsstelle)
- Mehrstetten (Geschäftsstelle)
- Hayingen (Geschäftsstelle)
- Gomadingen (Geschäftsstelle)
- Böhringen (Geschäftsstelle)

### Neustrukturierung
Anfang November 2013 hatten bei der Volksbank Münsingen offenbar Querelen zu Rücktritten im Aufsichtsrat nach Kündigungen der beiden bisherigen Vorstandsmitglieder und sogar zu staatsanwaltschaftlichen Ermittlungen geführt. Die Staatsanwaltschaft Tübingen ermittelte wohl seit Mitte September wegen Urkundenfälschung gegen den früheren Vorstandssprecher der Volksbank Münsingen, Werner Leichtle. Geprüft wurde auch eine später eingegangene Anzeige im Zusammenhang mit Kreditvergaben gegen das mittlerweile seines Amtes enthobene Vorstandsmitglied Christian Bückle. Laut GEA-Bericht war „in der Branche zu hören“, dass ursächlich für die Querelen ein nicht gelungener Generationswechsel mit verschiedenen Auffassungen über Bankgeschäfte eine erhebliche Rolle gespielt hatte. Nach einem Bericht des Alb Boten Münsingen (Südwest Presse) vom 9. November 2013 war man auf der Suche nach Nachfolgern für die ausgeschiedenen Vorstände.
Am 25. November 2013 wurden beide bisherigen Vorstandsmitglieder Christian Bückle und Jadranka Werner ihrer Ämter enthoben. Um die Handlungsfähigkeit der Bank zu gewährleisten, wurde den beiden Prokuristen Michaela Pöhler und Marc Auer die Vertretung so lange übertragen, bis zwei Interimsvorstände nach Münsingen kommen können. Am 28. November 2013 wurden neue Vorwürfe bekannt: Nach einem Bericht des Alb Boten soll ein Haus in Münsingen aus einem Sanierungsfall weit unter Wert und nicht gegen das Höchstgebot verkauft worden sein; die Bank hat hierzu nach diesem Zeitungsbericht einen Verlust von 426.263 Euro ausgewiesen.
In Vertreterversammlungen am 11. Dezember 2013 und 15. Januar 2014 wurden die Vorstände wieder ins Amt eingesetzt, die restlichen 7 Aufsichtsräte abgewählt und 11 Aufsichtsräte neu gewählt. Die zwischenzeitlich eingesetzten Vorstände Jürgen Bunzendahl und Michael Mayer sind zum 31. Dezember 2013 bzw. zum 28. Februar 2014 wieder ausgeschieden.
Gegenüber der Sicherungseinrichtung des BVR musste sich die Bank zur Erstellung eines Neustrukturierungskonzeptes gemäß § 14 des Statutes der Sicherungseinrichtung verpflichten. Dieses wurde im Frühjahr 2017 fertiggestellt.